# Xian de Guangling
Pour les articles homonymes, voir Guangling.
Le xian de Guangling (广灵县 ; pinyin : Guǎnglíng Xiàn) est un district administratif de la province du Shanxi en Chine. Il est placé sous la juridiction de la ville-préfecture de Datong.

## Démographie
La population du district était de 166 043 habitants en 1999.